# Dučice
Dučice (cyr. Дучице) – wieś w Czarnogórze, w gminie Nikšić. W 2011 roku liczyła 556 mieszkańców.